# Anisoperas pulverea
Anisoperas pulverea là một loài bướm đêm trong họ Geometridae.